# Srbi
Srbi (srp. Srbi/Срби) su narod iz grupe Južnih Slavena nastanjen u Srbiji, Bosni i Hercegovini (većinom u Republici Srpskoj), Hrvatskoj, Crnoj Gori te dijelovima Kosova.

## Kratka povijest
Srbi pripadaju južnoslavenskoj skupini Indoeuropljana. Prema njihovoj tradiciji, po kulturi, jeziku, vjerovanjima i običajima, etnogeneza Srba vodi nas do srpskih predaka Proto-Slavena i Starih Srba koje Herodot u 5. stoljeću prije Krista opisuje pod imenima Neuri i Budini, koji su naseljavali sjeverno od Dunava u području između Dnjepra i Karpata. Prvi puta pod srpskim imenom spominje ih Plinius Caecilius Secundus u 1. stoljeću prije Krista u svojoj 'Historia naturalis' kao ljude naseljene na obali Crnog mora. U 2. stoljeću nakon Krista Klaudije Ptolomej piše u svojoj 'Geographica' da 'Serboi' žive u zaleđu Crnog mora. Srbi na području bliskom današnjem spominju se prvu puta 822. u Annales regni Francorum.
Tijekom velike migracije u Europi u 5. i 6. stoljeću, Srbi na Balkan dolaze iz više smjerova i prodiru na područja između Crnog, Egejskog, Jonskog i Jadranskog mora. Ovdje im se pripisuje stvaranja Raške. Od druge polovice 12. stoljeća Raška se počinje širiti preko Bizantskog teritorija. Srednjovjekovna Srpska država uspinje se pod vodstvom Nemanjićeve dinastije (1166. – 1371.). Godine 1217. Srbija postaje kraljevina, a 1346. carstvo. Srpska pravoslavna crkva stječe svoju neovisnost 1219. zahvaljujući Svetom Savi Nemanjiću (1175. – 1235.). Srednjovjekovna Srbija svoj najveći razvoj doživljava tijekom vladavine cara Dušana Nemanjića kada nakratko postaje najjača balkanska država. Tijekom tog vremena izgrađeni su manastiri Sopoćani, Mileševa i Studenica koji su uključeni u Svjetsku kulturnu baštinu i pod zaštitom su UNESCO-a. 
Invazijom Turaka krajem 14. stoljeća prekinut je razvoj srpskih zemalja. Srbi gube bitke s Turcima na rijeci Marici (1371.) i Kosovu (1389.) Okupacija počinje koncem 15. stoljeća a potrajat će sljedećih nekoliko stoljeća. Kroz tih nekoliko stoljeća Srbe čekaju teški dani, najtragičniji u njihovoj povijesti. Turci nabijaju Srbima namet poznat kao 'harač' kako bi se financirala imperijalna mašinerija. Najgori 'harač' postao im je 'harač u krvi', namet koji su plaćali u mladićima koje su otimani od roditelja da bi ih odgojili kao turske vojnike 'janjičare'.Tijekom ovog razdoblja dolazi također do asimilacije pravoslavnih Vlaha u srpski narod.
Najveća pojedinačna od tih migracija je bila ona iz 1690., kada Srbi pod vodstvom patrijarha Crnojevića stižu u Panoniju (Austrijsko carstvo). Ponovno oživljavanje srpske države počinje Prvim srpskim ustankom protiv Turaka (1804. – 1813.) koji je poveo Karađorđe Petrović. Srbija polako jača. Godine 1815. ona postaje kneževina, a 1882. kraljevina pod vodstvom dinastije Obrenovića. Tijekom Karađorđeve dinastije (1903. – 1945.) Srbija se već sastoji od Stare Srbije, Kosova i Makedonije koju preotima Turskoj 1912. Nakon Ferdinandovog ubojstva (28. lipnja 1914.) u Sarajevu Austro-ugarsko carstvo - otkrivši da je atentat organiziran od zapovjednika Srbijanske tajne službe - objavljuje rat Kraljevini Srbiji, čime počinje Prvi svjetski rat.
Godine 1918. dolazi do ujedinjenja Kraljevine Srbije (koja je nekoliko dana ranije anektirala Kraljevinu Crnu Goru) s Državom Slovenaca, Hrvata i Srba. Novonastala država dobiva ime Kraljevina Srba, Hrvata i Slovenaca, koje će 1929. biti promijenjeno u Kraljevina Jugoslavija. Ta multietnička i multiregionalna tvorevina predstavljala je ostvarenje srpske državne ideje političkog ujedinjenje srpskoga naroda i zemalja, što je bitni element u ideologiji kako Srba u Srbiji, tako i Srba iz Hrvatske.
Početkom 90. godina srpski političari, uz potporu većine naroda izraženu i na izborima, ne žele prihvatiti osamostaljenje bivših republika i raspad Jugoslavije, što je dovelo do rata u Sloveniji (1991.), rata u Hrvatskoj (1991. – 1995.) i rata u Bosni i Hercegovini (1992. – 1995.).
U eri Slobodana Miloševića dolazi u Srbiji do gospodarskog propadanja zbog ratova, ekonomskih sankcija i općeg kriminaliteta u zemlji, a na koncu devedesetih došlo je do bombardiranja SR Jugoslavije od strane NATO-a zbog agresije i gušenja albanske većine na Kosovu. Od 2000. pa sve do današnjih dana Srbija prolazi kroz procese reintegracije u međunarodnu zajednicu i ekonomske tranzicije. 3. lipnja 2006. dolazi do mirnog razdvajanja Srbije i Crne Gore na dvije neovisne države, čime je broj Srba u okolnim državama izvan matične države dosegao trećinu ukupnog broja.

## Etnografija
Stari običaji i vjerovanja

### Vjerovanja
Srbi srednjeg vijeka poprimili su kršćanstvo i zadržali ga do danas. Računa se da je 95% Srba 1991. godine pripada istočnoj pravoslavnoj crkvi. Prije 1219. godine srpski vladari i narod su lutali između katoličanstva i pravoslavlja, a smatra se da su do te godine dvije trećine Srba bili katolici. Vukan Nemanjić je bio katolik. U narodu su se ipak održala do naših dana stara poganska slavenska vjerovanja, kao kult predaka i vjerovanje u život poslije smrti. Zadušnice, dani kada se posjećuju grobovi i pale svijeće dušama pokojnih, i donosi im se hrana i piće, vjerovanje u urokljive oči, vampire, vještice i nečiste objekte očuvao se također još kod starije populacije. Rođenje, brak i smrt kod Srba su najznačajniji događaji u ljudskom životu. Do nedavnih vremena vjerovalo se da su rođenje i smrt, prelazak iz jednog svijeta u paralelni i nazad. Smrt znači rođenje u drugom i vice versa.

### Hrana i piće
Glavnina stanovništva Srbije, ona ruralna, sve donedavno provodila je život na mjestu rođenja, baveći se poljoprivredom, voćarstvom i stočarstvom. Većina hrane porijeklom je od domaće proizvodnje. Kruh se proizvodio s ili bez kvasca (pogača) za posebne prigode. U starija vremena uobičajen je bio kruh od kukuruznog brašna (proja) a izrađivao se i od ječma, prosa i raži. Jela kao što su, inače omiljena, sir, kajmak, kuhana jaja ili šunka, poslužuju se kao hors d'oeuvres ("meze"), hladna predjela uz druženje, odnosno onako, kad netko svrati. Uz ovo se obično popije šljivova rakija (šljivovica), što je veoma poznato i omiljeno i u Lici i Slavoniji. Od poljoprivrednih proizvoda uzgajaju grah, krumpir, luk, kupus, rajčicu i papriku. Od poznatijih jela tu su 'sarma', koja se priprema kuhanjem mljevenog mesa umotanog u list kupusa, nadalje poznata im je 'srpska salata' s mnogo rajčice, paprike, sira i luka. U području Dunava značajnija je upotreba ribe u prehrani, a ime si je stekla i 'alaska čorba' (nastalo od alasi =riječni ribari). Razne vrste pita, slanih i slatkih, također se često nađu na stolu, a osobito je na cijeni 'gibanica'.

## Odjeća
Do svršetka 19. stoljeća žene su same proizvodile materijal i izrađivale odjeću za sebe i svoje obitelji. Tek kasnije počela je uporaba industrijske tkanine, prvo po urbanim središtima pa tek onda po seoskim zajednicama. Obuća se izrađivala od štavljene goveđe kože ('opanci'). Čarape, ili polučarape (nazuvice) pletene su od vune. Hlače su oblika nikerbokerica (čakšire), uz njih muškoj odjeći treba pridodati nepromočivi bezrukavni kaputić 'zubun', krznenu kapu 'šubara' ili nacionalnu kapu 'šajkača'.

## Populacija
Većina Srba živi u matici Srbiji. Velik dio srpske populacije također živi i u Bosni i Hercegovini (gdje su konstitutivni narod), točnije u Republici Srpskoj, jednom od dvaju entiteta u BiH, te u Hrvatskoj.
Mnogo manje Srba živi u Makedoniji, Sloveniji, Rumunjskoj, Albaniji i Mađarskoj.
Dosta Srba također živi i u iseljeništvu, poglavito u Njemačkoj, Austriji, Švicarskoj, SAD-u, Kanadi i Australiji. 

### Značajnije urbane populacije
Najveće urbane populacije Srba u Srbiji su u Beogradu (1,417.187; 2002,), Novom Sadu (oko 250.000), Nišu (300.000), Kragujevcu (200.000). 
Od gradova sa značajnim brojem Srba u Bosni i Hercegovini, valja navesti Sarajevo (200.000) i Banju Luku u Bosni i Hercegovini (200.000). 
Ostale značajne srpske gradske zajednice u inozemstvu vrijedne spomena su Chicago i dio Illinoisa gdje je najveća srpska izvaneuropska gradska populacija, zajedno s Torontom i južnim Ontariom, te njemački gradovi München, Frankfurt i Stuttgart.

## Poznati Srbi
Znanstvenici: Nikola Tesla, Mihajlo Pupin, Milutin Milanković, Mileva Marić (matematičarka i prva žena Alberta Einsteina); 
Športaši: Aleksandar Đorđević, Dragan Džajić, Predrag Stojaković, Dejan Bodiroga, Vlade Divac, Novak Đoković, Nikola Jokić.
Umjetnici: Miodrag Petrović-Čkalja, umjetnik i povjesničar umjetnosti Davor Džalto, Rade Šerbedžija, glumac (hrvatski Srbin), pisac Miloš Crnjanski, kipar Vojin Bakić
Prema listu National Enquirer pisac Ian Fleming je stvorio James Bonda po Dušku Popovu, srpskom tajnom agentu nadimka Tricikl ("The Tricycle").[nedostaje izvor]

## Jezik
Srbi govore srpskim jezikom. Za detaljniji prikaz srpskog jezika, pogledajte članak srpski jezik.

## Srbi izvan Srbije
- Srbi u Bosni i Hercegovini
- Srbi u Crnoj Gori
- Srbi u Hrvatskoj

## Vanjske poveznice
- Serbian Legends, Tales, and Anecdotes  Arhivirana inačica izvorne stranice od 9. lipnja 2007. (Wayback Machine)
- On-Line Gallery  Arhivirana inačica izvorne stranice od 14. srpnja 2007. (Wayback Machine)
- Cookbook
- On Some of the Customs and Traditions of the Serbian People
- "De administrando imperio" ("O upravljanju carstvom"), Konstantin VII. Porfirogenet (913.-959.), grčki s prijevodom na engleski, Gyula Moravcsik i Romilly Jenkins (348 stranica), "Dumbarton Oaks Texts", Washingon 1967.,  v. osobito pogl. 32, "O Srbima i zemlji u kojoj danas obitavaju", str. 153 i dalje
- Information Service of the Serbian Orthodox Church  Arhivirana inačica izvorne stranice od 25. rujna 2006. (Wayback Machine)